# Parc Astrid (Anderlecht)
Pour les articles homonymes, voir Parc Astrid.
Le parc Astrid (en néerlandais : Astridpark) est un parc public bruxellois situé dans la commune d'Anderlecht. Il est nommé en l’honneur de la reine des Belges, Astrid.

## Historique
Le parc Astrid prend son origine de la propriété des époux Edmond et Cécile Ruelens-Lefebvre qui firent construire leur maison de campagne en 1873 sur une parcelle de 2,7 ha. Mr Ruelens était propriétaire d'une importante galerie de tableaux flamands du XVIIe siècle. Il meurt sans descendance en 1883 et la propriété est rachetée à sa veuve en 1906 par la commune d'Anderlecht. En 1907, le conseil communal adopta le projet d'un grand jardin public. Entre 1908 et 1928, la commune racheta une série de parcelles voisines pour atteindre un total de 15 ha. L'ancienne maison de campagne des époux  Ruelens-Lefebvre fut démolie en 1986. La grande collection des tableaux Ruelens fut léguée par sa veuve à ses propres neveux et nièces de Valenciennes. Le parc fut par la suite  nommé "Parc Astrid".
- 1911 : inauguration officielle du Parc d'Anderlecht (ou parc du Meir).
- 1914 : alors que le parc se situe en bordure de ville, mise à disposition de terrains au profit du Sporting Club de Football (RSCA), dont l'occupation va progressivement grignoter la surface du parc.
- 1920 : édification d'une première tribune en bois.
- 1926 : la commune confie une étude paysagère du parc à Jules Buyssens.
- 1980 : le club de football RSCA rénove et agrandit ses installations sportives dans le parc.
- 2005 : une 3e phase des travaux de rénovation du parc ne se réalise pas, faute de budget.
- février 2010 : alors que les travaux ne sont toujours pas commencés, la commune d'Anderlecht signe un accord cadre avec le RSCA. Cet accord soutient le RSCA pour développer les projets d’agrandissement du stade et parallèlement vise à limiter les futures taxes communales qui seront dues par le RSCA.

## Arbres remarquables
Ci-dessous, quelques-uns des nombreux arbres remarquables du parc répertoriés par la Commission des monuments et des sites :
| nom français               | nom latin                          | cir. en cm |
| -------------------------- | ---------------------------------- | ---------- |
| Peuplier du Canada         | Populus × canadensis               | 509        |
| Platane à feuille d'érable | Platanus × hispanica               | 443        |
| Hêtre d'Europe             | Fagus sylvatica                    | 430        |
| Févier sans épines         | Gleditsia triacanthos var. inermis | 423        |
| Peuplier d'Italie          | Populus nigra var. italica         | 415        |
| Hêtre pourpre              | Fagus sylvatica f. purpurea        | 386        |
| Tilleul argenté            | Tilia tomentosa                    | 365        |
| Marronnier commun          | Aesculus hippocastanum             | 324        |
| Charme commun              | Carpinus betulus                   | 310        |
| Cyprès chauve de Louisiane | Taxodium distichum                 | 301        |

## Accessibilité
| ___ | Ce site est desservi par les stations de métro : Saint-Guidon et Veeweyde. |